# Hikosaka Naoto
Hikosaka Naoto (彦坂直人), né le 17 mars 1962, est un joueur de go professionnel.

## Biographie
Né au Japon, Hikosaka est devenu pro en 1976, à l'âge de 14 ans.

## Titres
| Titre | Années |
| ----- | ------ |
| Total | 1      |
| Judan | 1998   |